# Vieille ville de Pampelune
Pour les articles homonymes, voir Casco Antiguo.
La vieille ville de Pampelune (Alde Zaharra en basque et Casco Antiguo en espagnol) est le regroupement des trois bourgs historiques de la ville de Pampelune, capitale de la Communauté forale de Navarre: Nabarreria, San Zernin et San Nikolas. Il est situé dans le cœur de la ville, plus précisément dans la portion la plus haute du plateau de Pampelune. C'est ici où se trouvent les principaux monuments de la ville.
Il ne s'agit pas d'un grand quartier, son schéma est médiéval, avec des rues étroites, pommes[Quoi ?] irrégulières, une grande densité, des bâtiments étroits et profonds avec des cavités verticales, des balcons, des miradors et des avant-toits de bois.
Jusqu'en 1890, il forme toute l'extension de la ville (à l'exception de Arrotxapea) raison pour laquelle il concentre la plupart des monuments de celle-ci.

## Situation

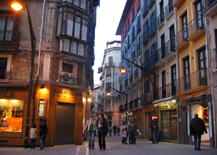
Calle Calceteros, près de la mairie de Pampelune.

Trois bourgs donnent naissance à la ville unifiée en 1423 au moyen du Privilège de l'Unión. Celui de Navarrería arrivait jusqu'aux actuelles rues Chapitela et Mañueta. Celui de San Cernin limité par les rues Saint-Domingue et Nueva et celui de San Nicolás. Cette union entraîne la construction de la mairie ainsi que des petites places du quartier, comme celle del Castillo sur des terrains sans propriétaire. D'autres édifices plus petits, restent dans l'intérieur[Quoi ?] ou sont créés par de démolitions de constructions. Les parois[Quoi ?] nord et ouest du XVIe siècle (construites après la conquête de la Navarre) sont conservées quasiment au complet.
Ce quartier connait des difficultés relatives au vieillissement de la population, à la détérioration et au manque de logements, à la concentration de marginalité sociale[Quoi ?], aux trafics entourés par des rues étroites. Diverses activités tentent d'y remédier. Il est une importante zone commerciale et de loisirs de la ville, qui attire beaucoup de gens par son dynamisme et par son emplacement, et où se trouvent un grand nombre de magasins de tout type (bazars, bars à pintxos, restaurants, etc.). Le cœur du quartier est la Plaza del Castillo, qui se trouve dans la connexion du Casco Antiguo avec le Segundo Ensanche, place principale de la ville où déroulent d'importants spectacles, des concerts, ou des foires.

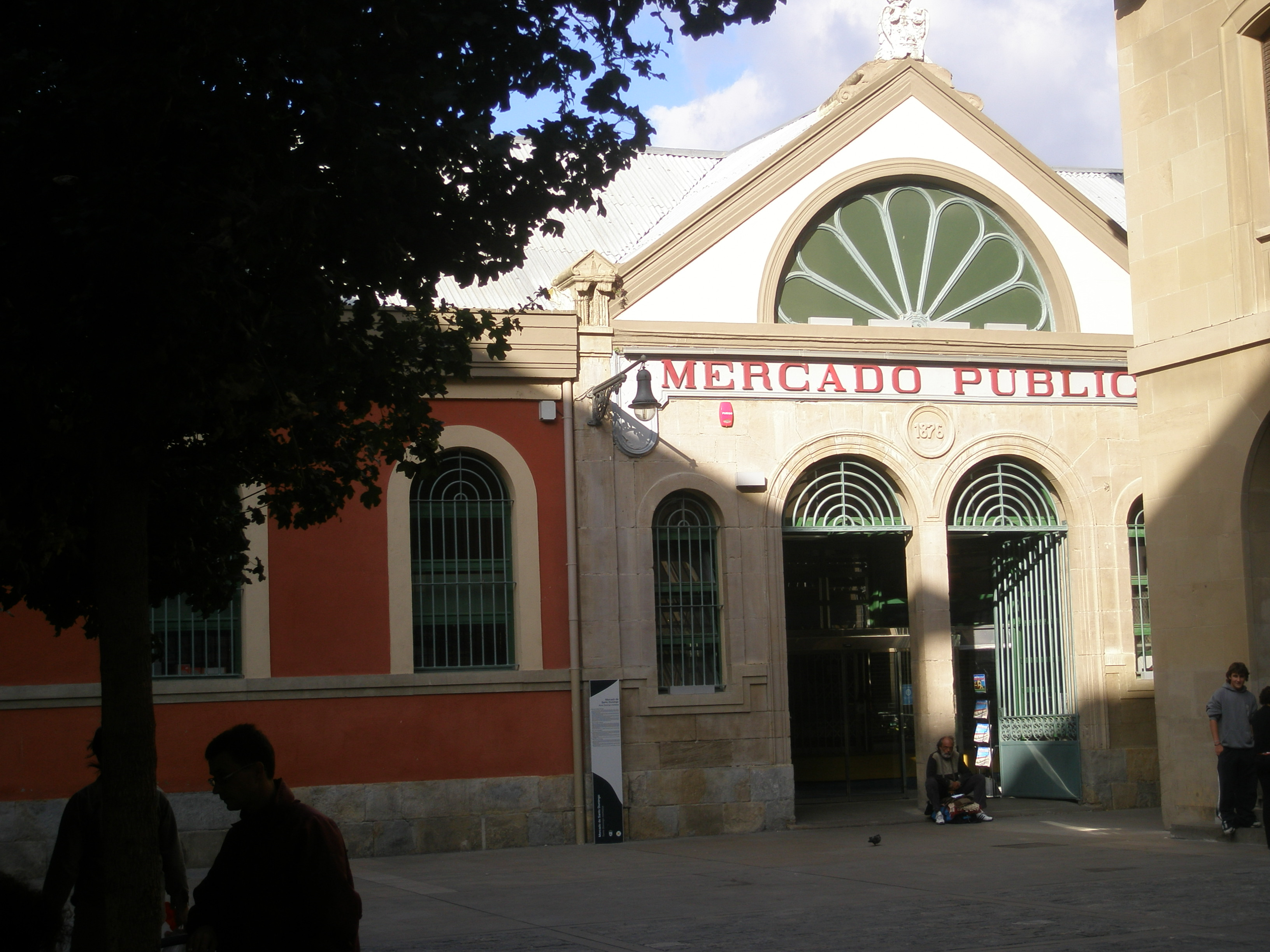
Marché Municipal (1876).

Le Casco Antiguo de Pampelune a été totalement refait suivant un plan décidé il y a une décennie [Quoi ?] et les rues sont devenues piétonnes. Des galeries sont installées pour desservir des sous-sols, avec des dotations [Quoi ?] comme le nouveau Centre Civique qui se situe dans le Palacio du Condestable, réhabilité durant l'année 2008. Cette même année sont inaugurés des élévateurs dans la rue Descalzos qui la relie directement au quartier de la Rochapea en plus d'adapter [Quoi ?] les "villavesas" (autobus urbains) pour sa connexion avec les différents quartiers la ville.

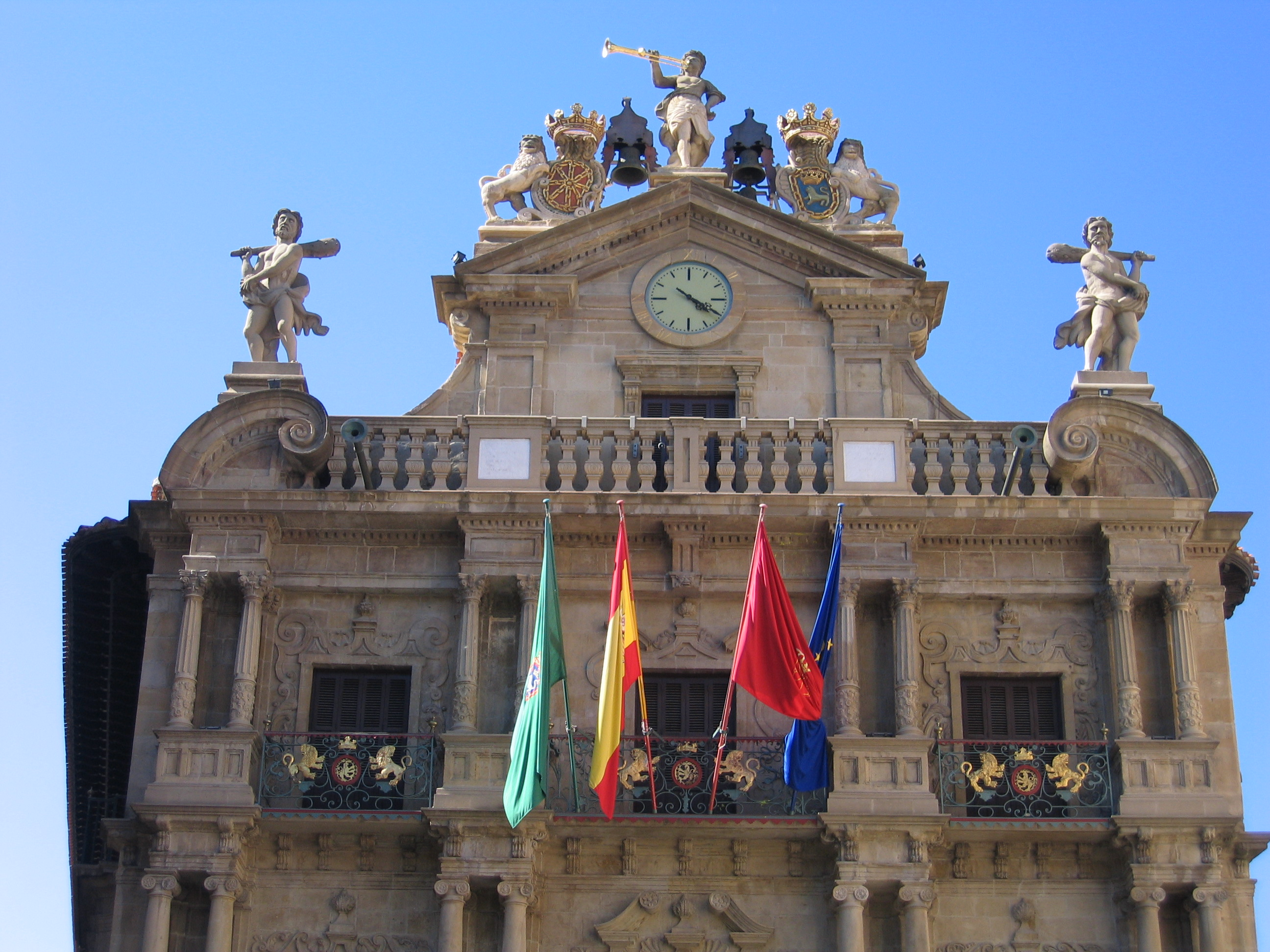
Façade de la mairie de Pampelune en 2006.

12 260 personnes (données de juillet 2006) vivent dans le vieux quartier de Pampelune, avec une population étrangère de 1 938 personnes, soit 15,8 % du total de la population du quartier.
Les principaux monuments situées dans le Casco Antiguo sont :
- Cathédrale Santa Maria de Pampelune
- Mairie de Pampelune
- Plaza del Castillo
- Église de San Saturnino
- Chambre des Comptes de Navarre
- Église de San Nicolás
- Musée de Navarre
- Palais des Rois de Navarre (actuelles Archives Générales de Navarre)
- Palais Épiscopal de Pampelune

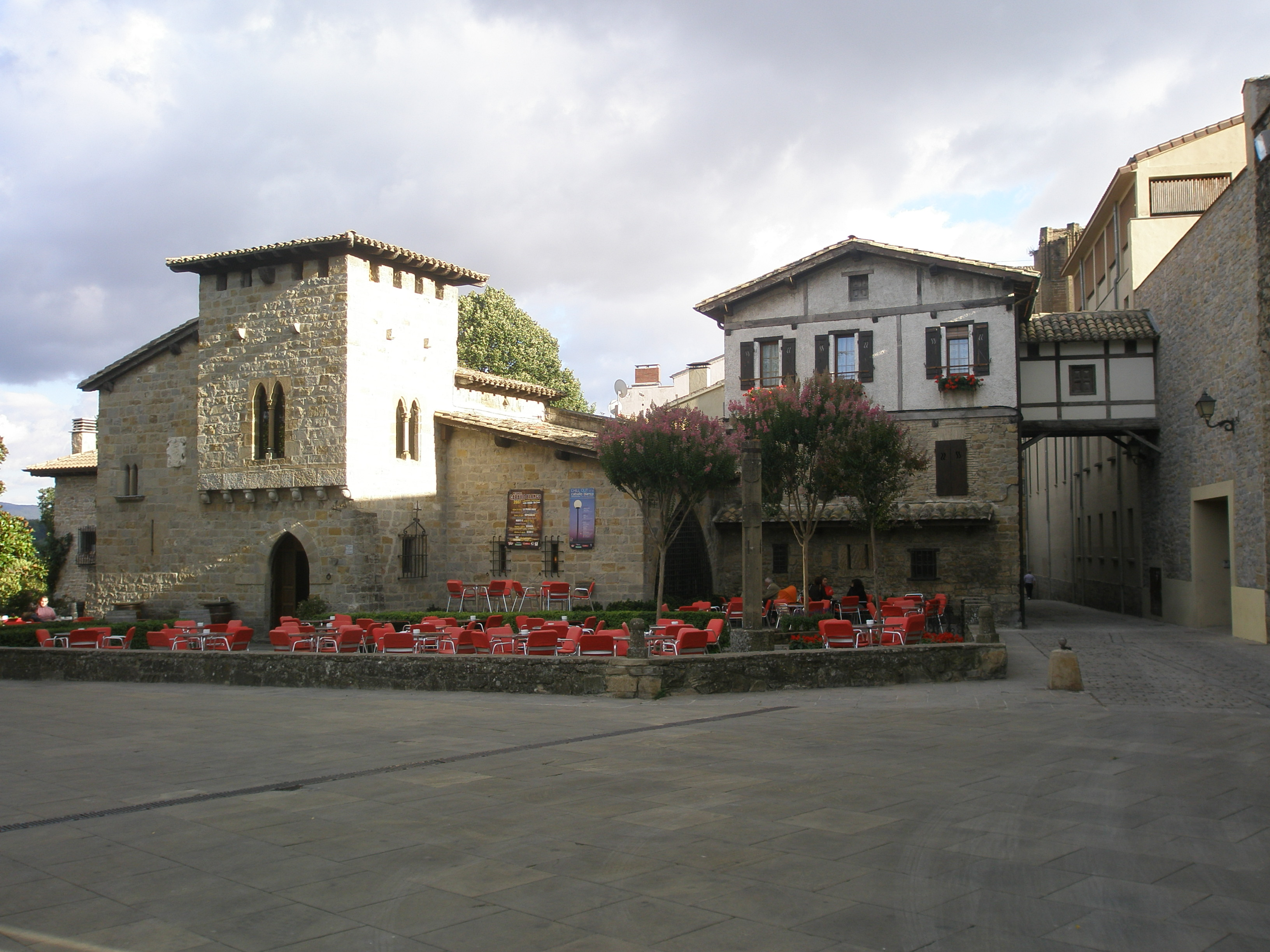
Roncón del Redín, près des murailles où se situe el mesón del Caballo Blanco.

Plan du Casco Viejo de Pampelune.

Le Casco Antiguo (ou Casco Viejo) de Pampelune se situe dans le centre de la ville, sur un plateau sur lequel s'est installée une grande partie de la ville, dominant la Cuenca de Pampelune. Il est en lien avec les quartiers plus récents, puisque la majorité des Villavesas (gentilé des habitants de cet ancien bourg) qui traversent [Quoi ?] la ville ont des arrêts [Quoi ?] dans la limite du Casco Viejo (dans le Paseo de Sarasate). Un rapprochement de quelques lignes à d'autres points du Casco Antiguo, à la demande des commerçants, est à l'étude.
Le Casco Antiguo est une zone piétonne, et ne circulent seulement que les véhicules destinés à la propreté, au transport, des voitures privées dont le stationnement se situe dans le quartier et les véhicules de maintenance. Il est interdit à tous les autres véhicules.

## Histoire

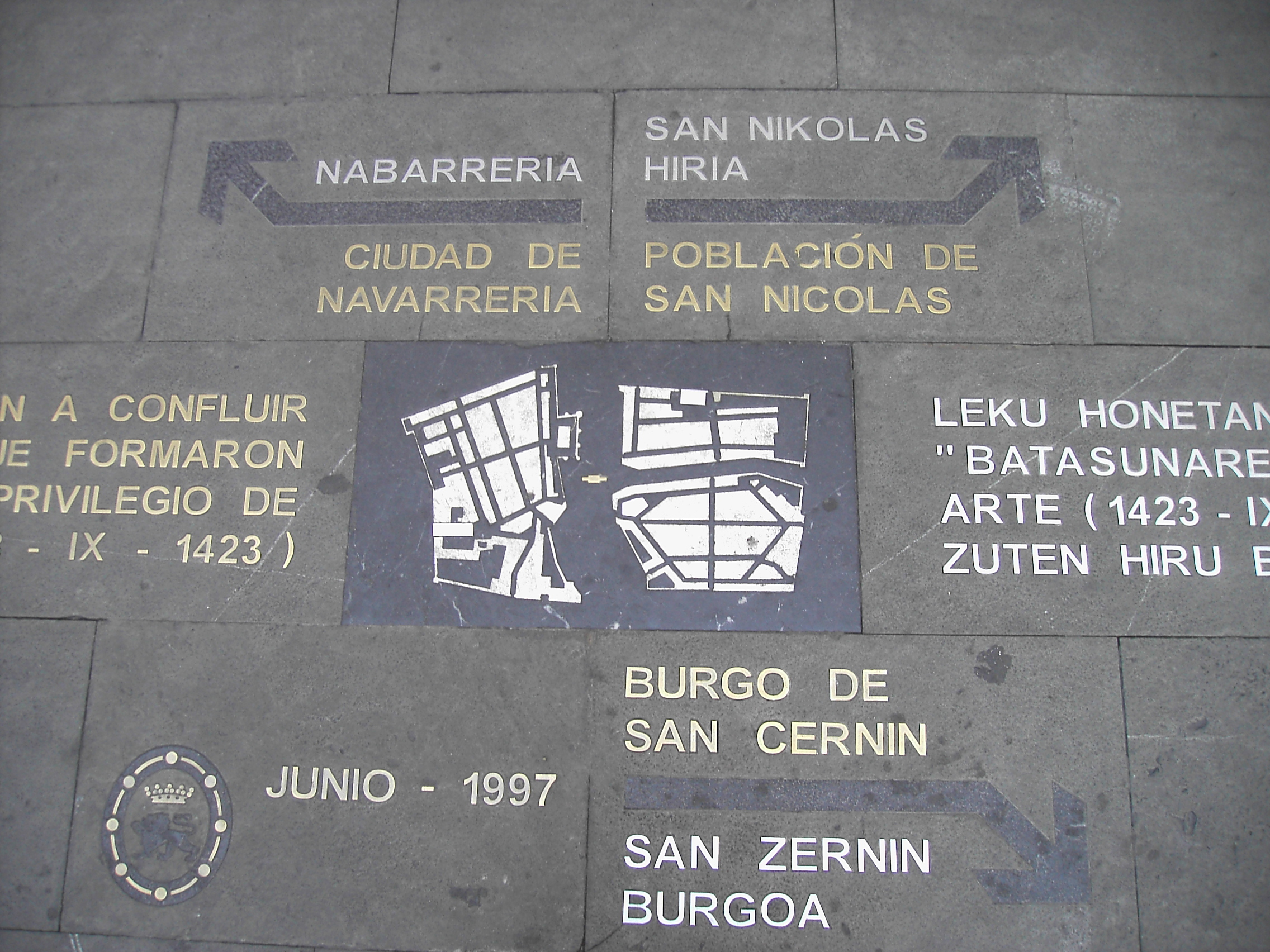
Plaza Consistorial avec les références aux bourgs médiévaux.

L'ancienne ville se développe depuis l'époque romaine dans l'espace de la Navarrería, sur une petite élévation protégée au nord et au nord-est par le Rio Arga. Cet emplacement favorable a permis à la population de croître et au haut Moyen Âge, se forme avec lui deux nouveaux noyaux de population [Quoi ?], l'un composé principalement d'immigrants d'Occitanie et du sud de la France et l'autre de gens d'autres origines.
Ces trois noyaux, la Villa de la Nabarrería, le Bourg de San Cernin et le village de San Nicolás, sont ceux qui après des siècles de confrontations, sont unifiés pendant le règne de Charles III le Noble, en 1423, par le Privilège appelé de l' Unión, en une seule ville donc une seule administration municipale. Cette zone urbaine constitue le Casco Antiguo de Pampelune, dans laquelle on peut encore percevoir les anciens bourgs.

## Patrimoine civil

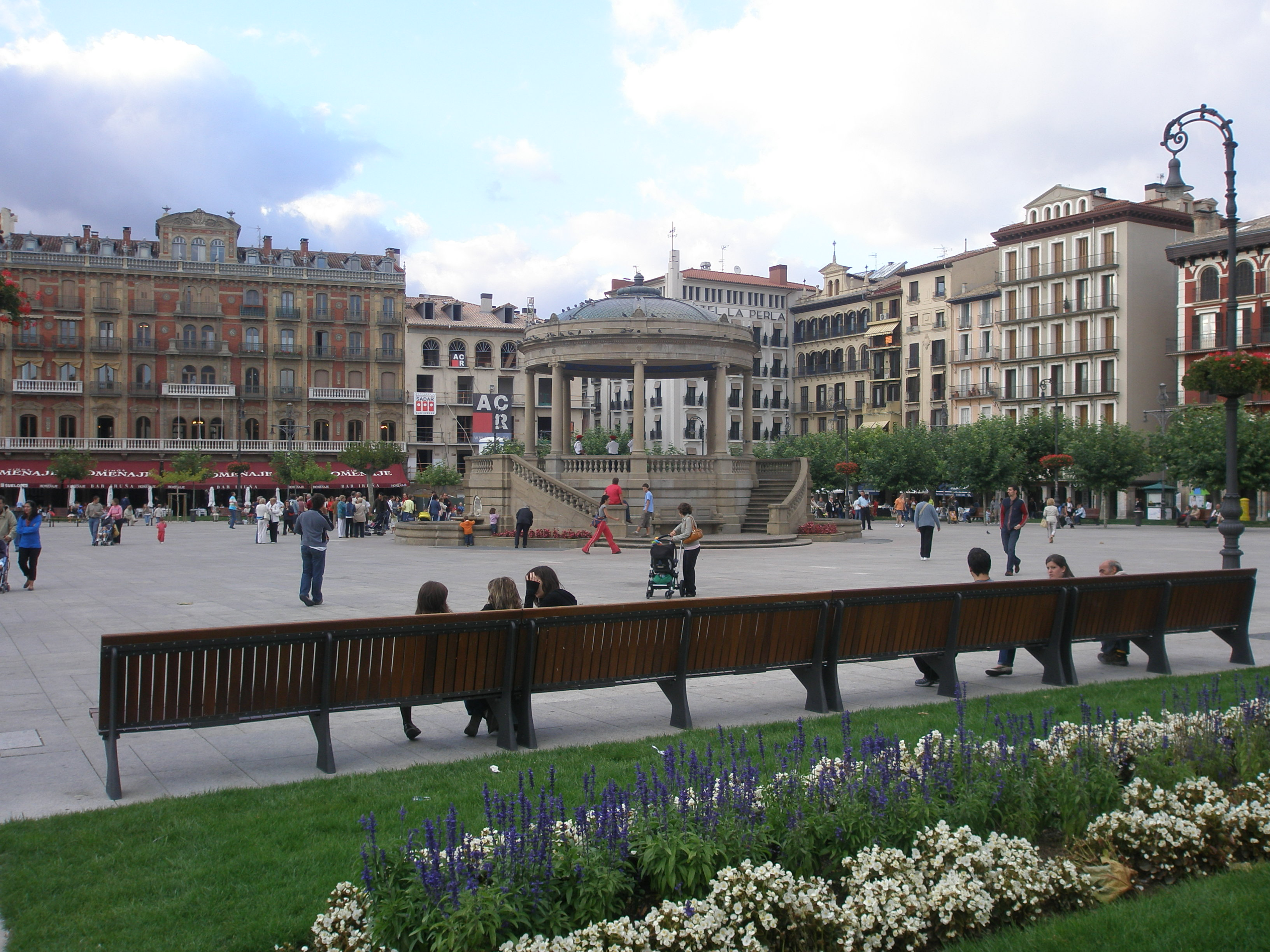
Vue de la Plaza del Castillo

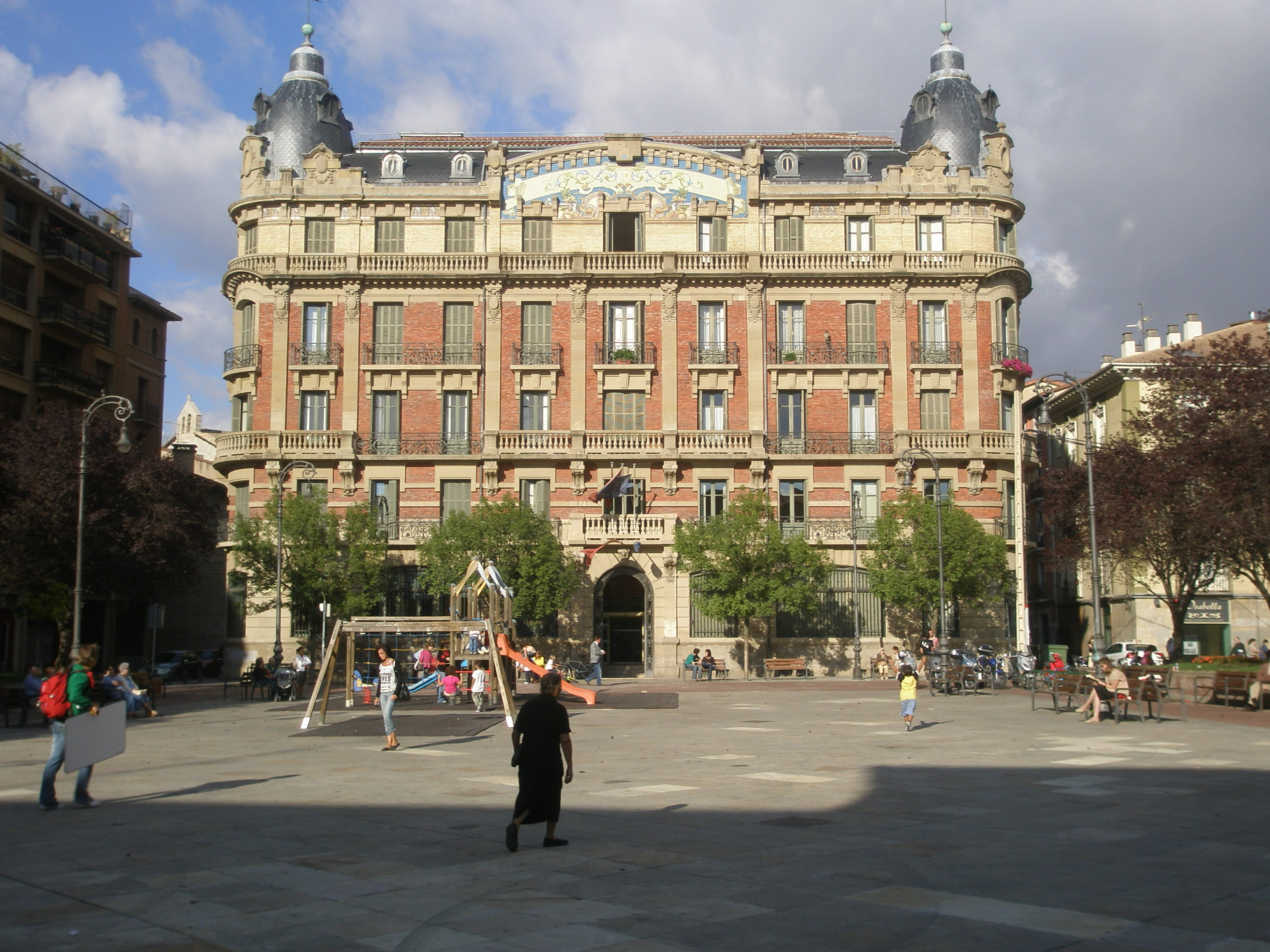
Édifice de La Agrícola, actuelle Bibliothèque Municipale.

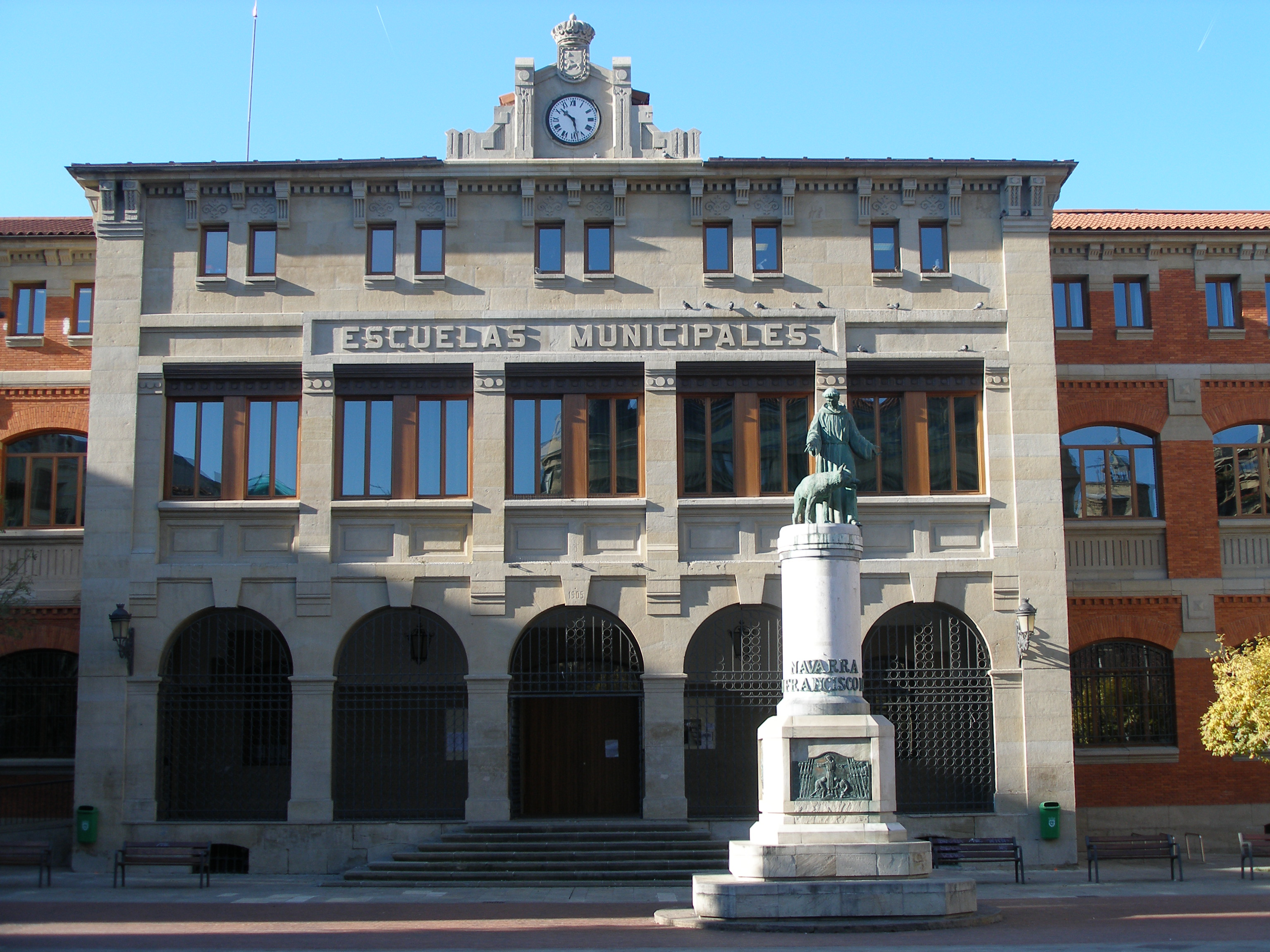
Les écoles de San Francisco, en face, la statue de saint François d'Assise.

- Casa Consistorial (Mairie) : Il conserve la façade baroque du XVIIIe siècle. La première mairie, a été construite avec le Privilegio de l'Unión par Charles III le Noble, sur des terres n'appartenant à personne, pour éviter d'être jugé de partialité, et ainsi éviter des confrontations entre ces bourgs.

- Chambre de Comptos Reales (Tribunal de Cuentas) dans la rue d'Ansoleaga. C'est une maisonnette gothique du XIVe siècle.

- Plaza del Castillo:  est considérée comme "la place où il faut être" par les Pamplonais. Le premier château, a été construit dans le centre de la place, par le roi Louis X dit le Hutin, entre 1308 et 1311. Quand on a reconstruit les parois, pour entourer toute la ville, ce château se trouvait trop dans la ville, et Ferdinand le Catholique, commande l'édification en 1513, en utilisant les pierres du vieux château, disparu vers 1540. Finalement, vers 1590, avec la citadelle en construction avancée, on a démoli ce dernier château.

- Place de San Francisco: sur les terrains constructibles libérés après la démolition de l'ancienne Audiencia et la prison, on a construit la place de San Francisco et deux bâtiments qui président cette place, La Agrícola et les Escuelas de San Francisco. En face du collège, il y a une statue de Saint François d'Assise du sculpteur Argaya.

- - Edificio La Agrícola : construit pour la banque et les assurances La Agrícola. C'est une conception de Francisco de Urcola de 1910 et achevé en 1913. Des années plus tard ce fut le Gran Hotel de luxe, fermé en 1934, et pendant une période, entre 1914 et 1924, le Gobierno Civil avec entrée par la nouvelle rue. C'est depuis 1972 la bibliothèque municipale . C'est un bâtiment aux proportions inhabituelles dans l'architecture civile du Casco Viejo de Pampelune. Il a une grande richesse et une variété d'éléments, avec la singularité de ses angles arrondis couronnés avec des coupoles et mosaïque au coloris de dessin végétal sur son fronton central. Un exemple d'architecture éclectique avec quelques touches modernistes.

- - Escuelas de San Francisco : sur ce terrain se trouvait le couvent de franciscains jusqu'au désamortissement du  XIXe siècle, avec la démolition de ce dernier en 1849. Le bâtiment actuel de l'école a été construit en 1902 par l'architecte Julian Arteaga. Le bâtiment est de grandes dimensions avec seulement trois étages. Le corps central est de pierre et le reste de brique rouge.

- Palais de Ezpeleta : Palais baroque (XVIIIe siècle) à la façade très spectaculaire. Il est situé dans la calle Mayor. Dans un de ses balcons on trouve encore la balle tirée depuis San Cristobal durant les guerres carlistes (1875). Sa partie arrière, présente une magnifique galerie d'arcs.

- Palacio del Condestable : unique démonstration de l'architecture Renaissance à Pampelune. Situé entre la calle Mayor et Jarauta, il a été palais épiscopal, jusqu'à la construction de l'actuel évêché en 1736. Il a aussi été utilisé comme mairie, tandis qu'on construisait l'actuel hôtel de ville baroque, de 1752 à 1760. Il a été récemment restauré, et est le centre culturel du Casco Antiguo.

## Patrimoine religieux
- Cathédrale Santa María : est de facture gothique (1387-1525) et composée de trois nefs de six tronçons, d'une croisée, et d'abside polygonale entourée d'une girola. La façade est néoclassique, œuvre de Ventura Rodríguez (1783)[3]. La cathédrale qu'ont connu les premiers pèlerins était romane, mais après l'effondrement du chœur, le roi Charles III le Noble, a décidé d'attaquer une restructuration complète de tout le bâtiment conforme au style régnant.

Dans son intérieur se trouve le magnifique mausolée du roi Charles III le Noble de et son épouse  Éléonore de Trastámara (œuvre de Jean Lomme de Tournai, 1416), composé de deux figures assises sous auvent, et entouré de 28 figures de pleureuses, tout cela en albâtre avec des détails polychromes et en métal.
La chapelle de l'abside présente un frontal d'autel du XVe siècle, ainsi que des pierres de taille du chœur de 1530.
L'accès au cloître se fait par le côté droit de la croisière [Quoi ?] à travers "la Puerta Preciosa" qui a des chapiteaux historiés et une Vierge dans le meneau et dans le tympan la Dormition de Marie, polychrome, du XIVe siècle.
Le cloître gothique est l'œuvre maîtresse du gothique [Quoi ?]. Arcs quadruples élégants avec traceries percées. La cathédrale contient plusieurs chapelles ; le Musée Diocésain la complète.
- Église San Saturnino : (ou San Cernin, ou San Sernin), évangélisateur de la ville. Celle d'une plus grande tradition jacobine, du XIIIe siècle. Elle a un aspect de forteresse flanquée par des tours robustes. Le portail a un tympan du Jugement dernier. Une statue de Saint Jacques avec un enfant pèlerin agenouillé à ses pieds dans le porche de la façade. Dans le lieu de l'ancien cloître de cette église on a construit au XVIIIe siècle la Chapelle de la Vierge du Chemin. Elle a aussi une statue de Saint Saturnin.

- Chapelle San Felipe Neri : avec un portail baroque précieux, du XVIIIe siècle près de l'église Saint Saturnin.

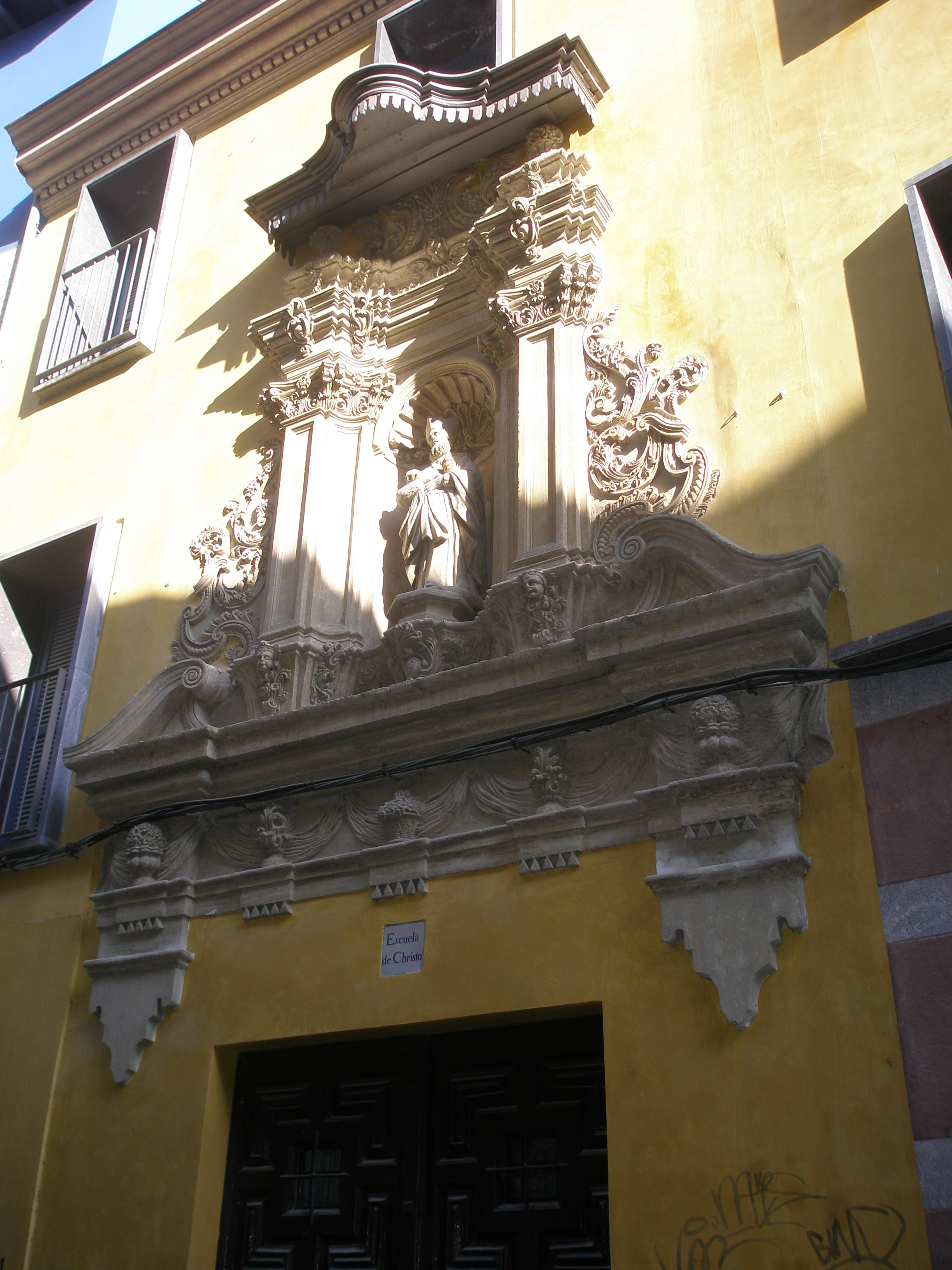
Chapelle San Felipe Neri.
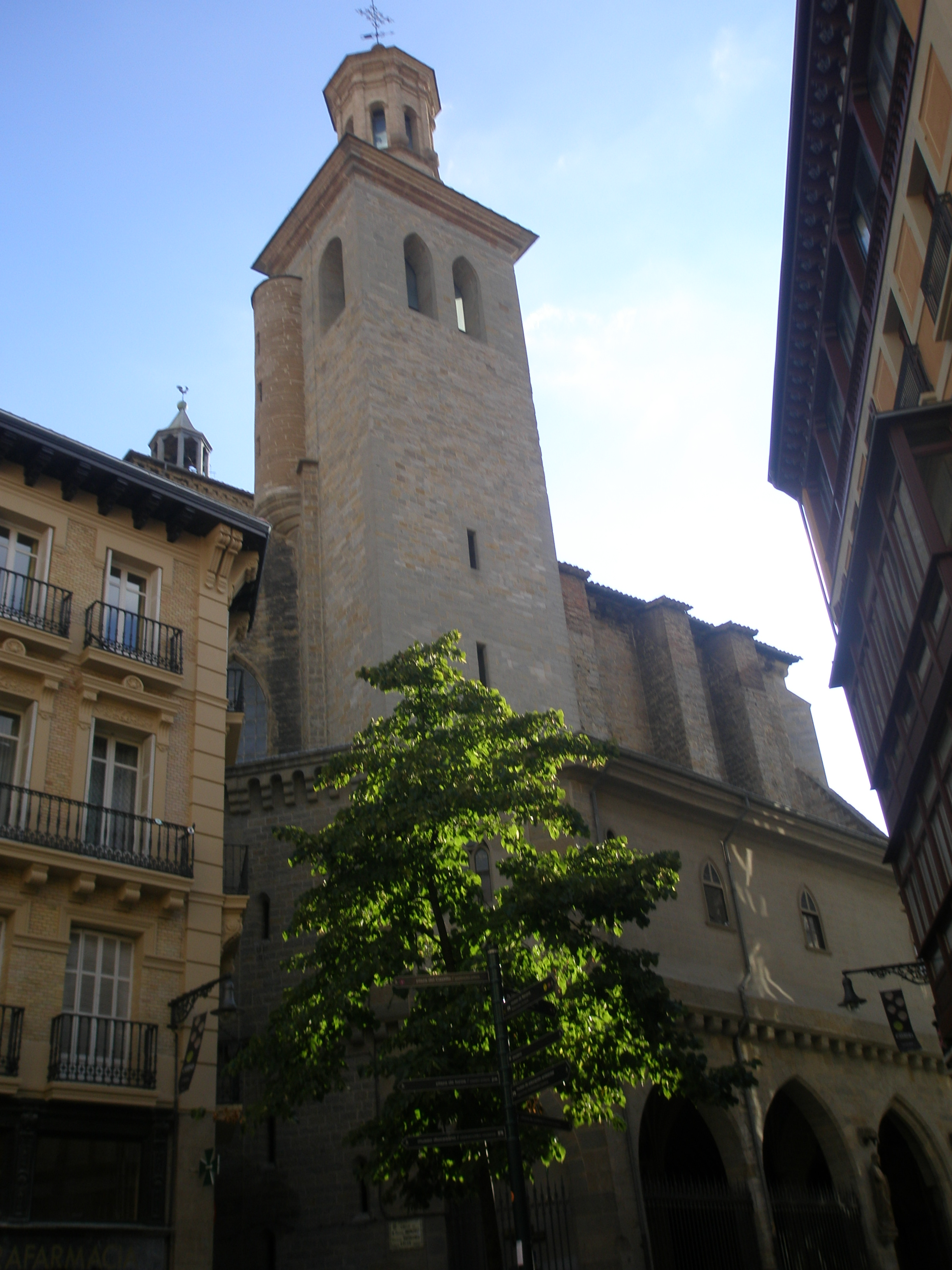
Imposante église San Saturnino.
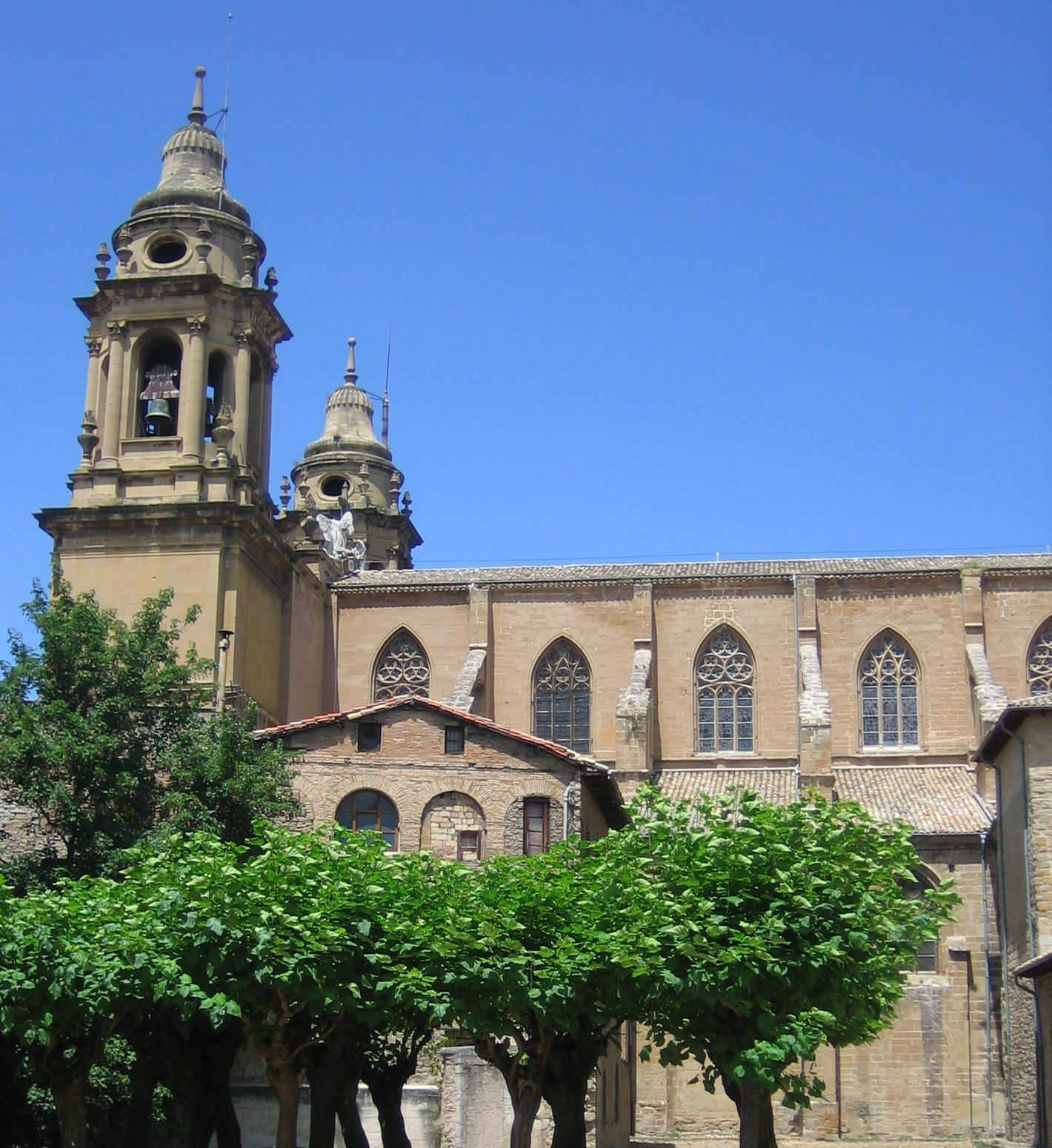
Cathédrale Santa María.
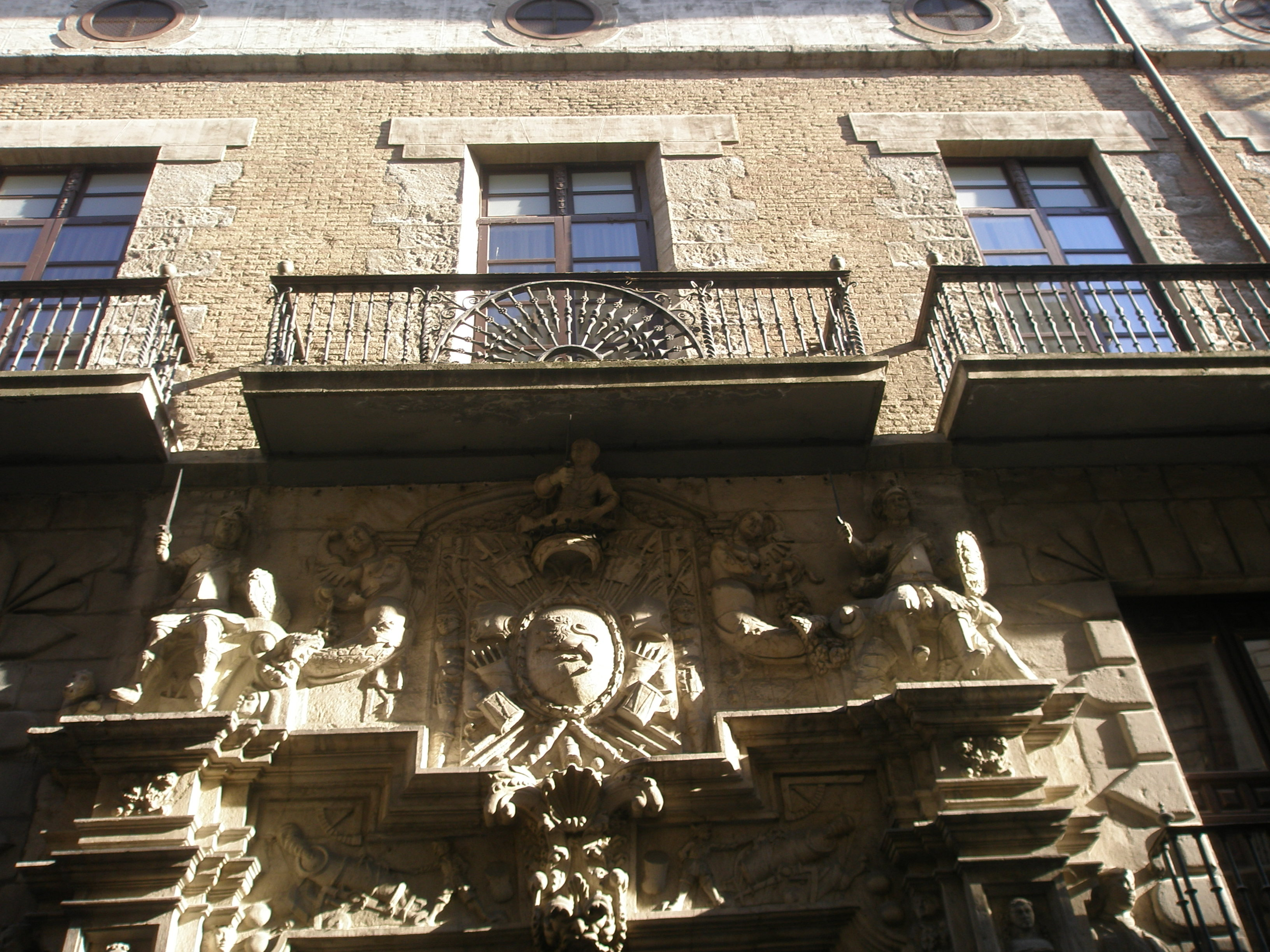
Façade du Palacio de Ezpeleta.

### Sources et bibliographie
- (es) Cet article est partiellement ou en totalité issu de l’article de Wikipédia en espagnol intitulé « Casco Antiguo de Pamplona » (voir la liste des auteurs).
- Divers auteurs, Guía de Arquitectura de Pamplona y su Comarca, Pamplona: Ona Industri Gráfica, (2006)  (ISBN 84-611-3284-X) (OCLC 630455461).